# Gaborone
Gaborone je glavni i najveći grad afričke države Bocvane. Leži u jugoistočnom rubnom dijelu države, na željezničkoj pruzi koja ga povezuje s lukom Cape Town u Južnoafričkoj Republici i preko Zimbabvea s lukom Beirom u Mozambiku. Smješten je između brda Kgale i Oodi, na rijeci Notwane, 15 km sjeverno od granice s Južnoafričkom Republikom. 
Ima muzej s prirodoslovnom i arheološkom zbirkom, te umjetničku galeriju osnovanu 1968. godine. Posjeduje međunarodnu zračnu luku Sir Seretse Khama.
Godine 2006. Gaborone je imao 191.776 stanovnika.
U gradu se nalazi jedno od središta Sveučilišta Bocvane.

## Vanjske poveznice
- Gradsko vijeće Gaboronea  Arhivirana inačica izvorne stranice od 26. veljače 2011. (Wayback Machine) (engl.)

### Ostali projekti
|  | Zajednički poslužitelj ima još gradiva o temi Gaborone |